# دولت فدرال سومالی
دولت فدرال سومالی (سومالیایی: Dowladda Federaalka Soomaaliya، عربی: الحكومة الفيدرالية الصومالية‎)، حکومت جمهوری فدرال سومالی است که در سطح بین‌المللی به رسمیت شناخته می‌شود.
حکومت فدرال سومالی در ۲۰ اوت ۲۰۱۲ در پی پایان دورهٔ موقت حکومت فدرال انتقالی (TFG) تأسیس شد.
این حکومت رسماً متشکل از قوه قوه مجریه است و پارلمان سومالی به عنوان قوه مقننهٔ آن عمل می‌کند. در رأس آن رئیس‌جمهور سومالی، قرار دارد که کابینه به او از طریق نخست‌وزیر پاسخگوست.